# Panenský potok

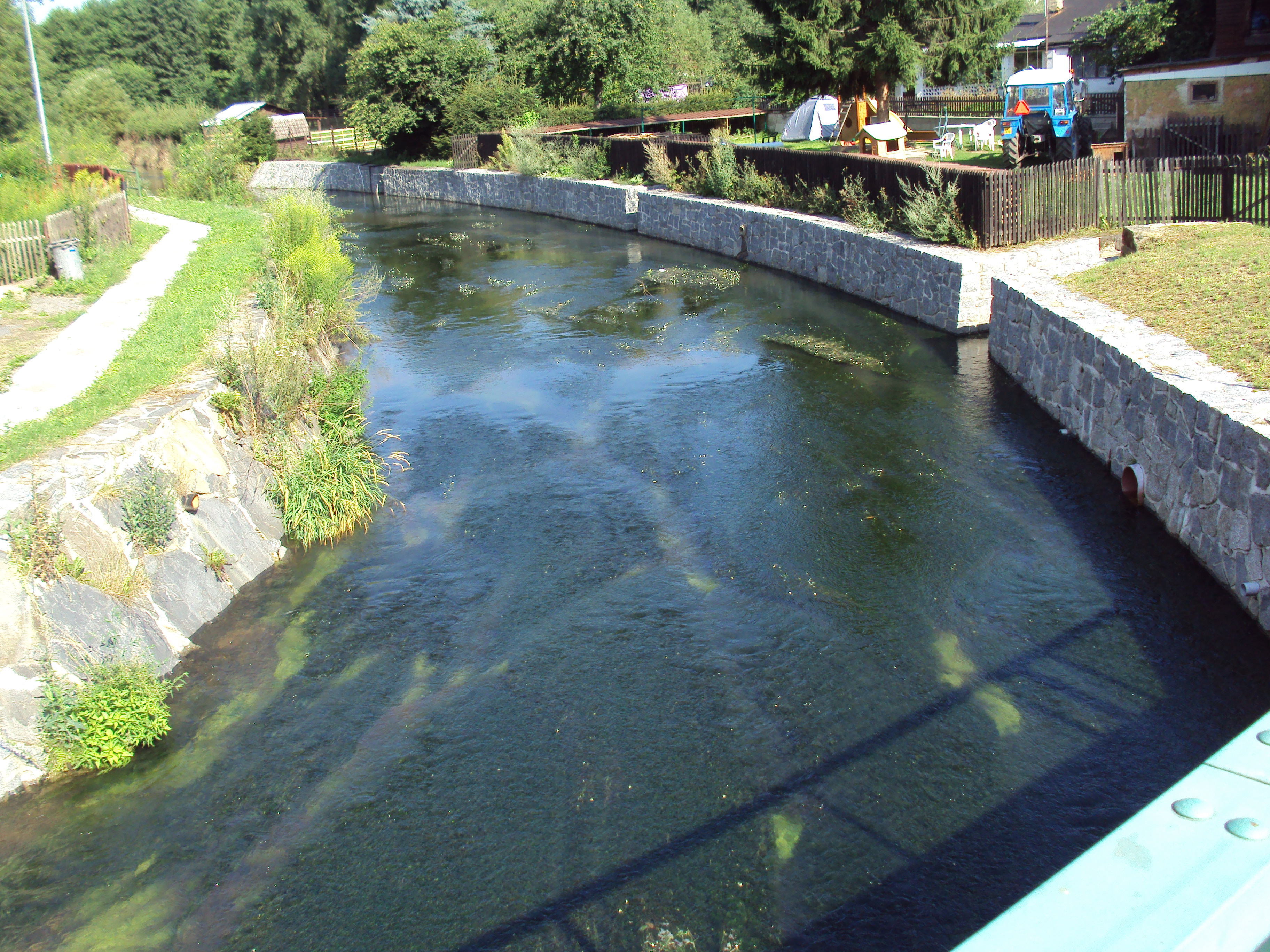
Unterlauf des Panenský potok in Mimoň

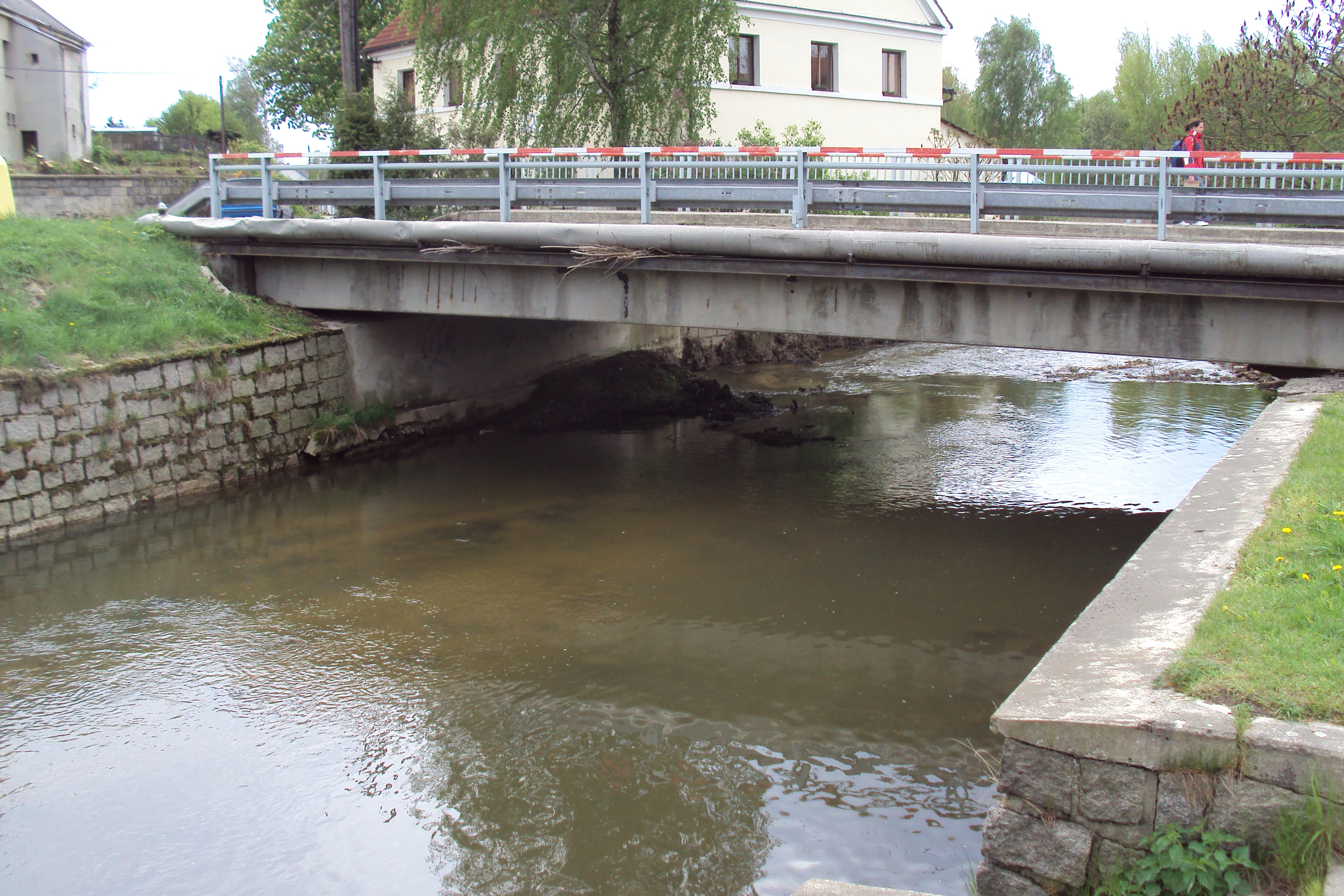
Brücke über den Panenský potok in Brniště

Der Panenský potok (deutsch Jungfernbach) ist ein rechter Zufluss der Ploučnice in Tschechien.

## Verlauf
Der Panenský potok entspringt östlich von Jítrava am Westhang des Velký Vápenný (Großer Kalkberg) im Jeschkengebirge. Der Bach fließt an seinem Oberlauf mit westlicher, später südwestlicher Richtung durch den südlichen Teil des Lausitzer Gebirges. Entlang des Panenský potok liegen dort die Orte Jítrava, Rynoltice, Kunová, Židovice, Zpěvná, Lvová, Markvartice, Jablonné v Podještědí, Zámecká, Česká Ves, Františkov, Valtinov, Tlustce und Tlustecká. Am westlichen Fuße des Tlustec (Tölzberg, 591 m) ändert der Bach seinen Lauf auf einem kurzen Abschnitt nach Westen und fließt an Jáchymov und Brniště vorbei. Der Unterlauf des Panenský potok führt über Hlemýždí, Velký Grunov und Pertoltice pod Ralskem nach Süden in die zur Ralská pahorkatina (Rollberg-Hügelland) gehörende Zákupská pahorkatina (Reichstadter Hügelland). Dort mündet der Panenský potok nach 28,8 Kilometern an der Schlossbrücke in Mimoň in die Ploučnice.
Der früher stark mäandrierende Bachlauf unterhalb von Jablonné v Podještědí wurde durchgängig reguliert und die Ufer mit Kanadischen Pappeln bepflanzt. Reste der früheren Auwiesen haben sich erhalten. Der Panenský potok besitzt eine deutlich bessere Wasserqualität als die Ploučnice. 1984 wurde er zum Forellengewässer der Güteklasse II–III erklärt. Auf dem Abschnitt zwischen Brniště und Mimoň tritt der Bach des Öfteren über die Ufer.
Zwischen Mimoň und Rynoltice führt die Bahnstrecke Řetenice–Liberec durch das Tal des Panenský potok.

## Zuflüsse
- Kněžičký potok (r), am Schloss Lemberk
- Heřmanický potok (r), in Jablonné v Podještědí
- Valcha (r), bei Františkov
- Fibichův potok (l), in Tlustce
- Růžový potok (r), in Tlustecká

## Teiche
- Dvorní rybník bei Zpěvná
- Pivovarský rybník am Schloss Lemberk
- Markvart bzw. Markvartický rybník bei Markvartice